# (609221) 2004 VC131
(609221) 2004 VC131 est un objet transneptunien faisant partie des cubewanos, possiblement un objet binaire. 

## Caractéristiques
(609221) 2004 VC131 mesure environ 180 km de diamètre.